# Jan Luyken

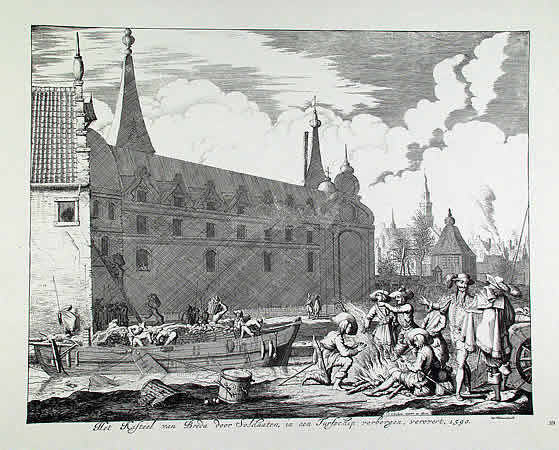
Rycina Jan Luykena, przedstawiającą Bredę

Jan Luyken (Johannes Luiken) (ur. 6 kwietnia 1649 w Amsterdamie, zm. 5 kwietnia 1712 tamże) – holenderski pisarz, rytownik i ilustrator.

## Życiorys
W wieku 26 lat przeżył duchową przemianę, która kazała mu poświęcić się poezji moralizującej. Zilustrował wydanie z roku 1685 dzieła Lustro nieboszczyka rysując 104 szkiców.